# Chinatown (Metro de Filadelfia)
Barrio Chino (“Chinatown” en inglés, anteriormente Vine Station) es una estación de ferrocarril en el Ramal Broad Ridge del Metro de Filadelfia. La estación se encuentra localizada en 8th Street & Race Street en Filadelfia, Pensilvania. La estación Chinatown fue inaugurada el 21 de diciembre de 1932. La Autoridad de Transporte del Sureste de Pensilvania (por sus siglas en inglés SEPTA) es la encargada por el mantenimiento y administración de la estación.

## Descripción
La estación Chinatown cuenta con 2 plataformas laterales y 2 vías. 